# Речное (Приморский край)
Речно́е — село Дальнереченского района Приморского края. Входит в состав Сальского сельского поселения.

## География
Село расположено на левом берегу реки Большая Уссурка, на автодороге, ведущей к селу Новопокровка, административному центру Красноармейского района.
Расстояние до федеральной трассы «Уссури» около 8 км, до центра Дальнереченска около 14 км.
В 5 км западнее села проходит железная дорога (обход Дальнереченска и станция Вогутон).

## История
До 1972 года село носило китайское название Имано-Вакское. Пограничный конфликт на острове Даманский побудил к массовому переименованию объектов в Приморском крае.

## Население
| 2002 | 2010 |
| ---- | ---- |
| 248  | ↘220 |

## Улицы
| - ул. Арсеньева, - ул. Лазо, - ул. Мелёхина, - ул. Новая, | - ул. Октябрьская, - ул. Переселенческая, - ул. Школьная, - ул. Шоссейная. |

## Экономика
Жители занимаются сельским хозяйством.